# Protonethes ocellatus
Protonethes ocellatus är en kräftdjursart som beskrevs av Karel Absolon och Hans Strouhal 1932. Protonethes ocellatus ingår i släktet Protonethes och familjen Trichoniscidae. Inga underarter finns listade i Catalogue of Life.